# Takbir

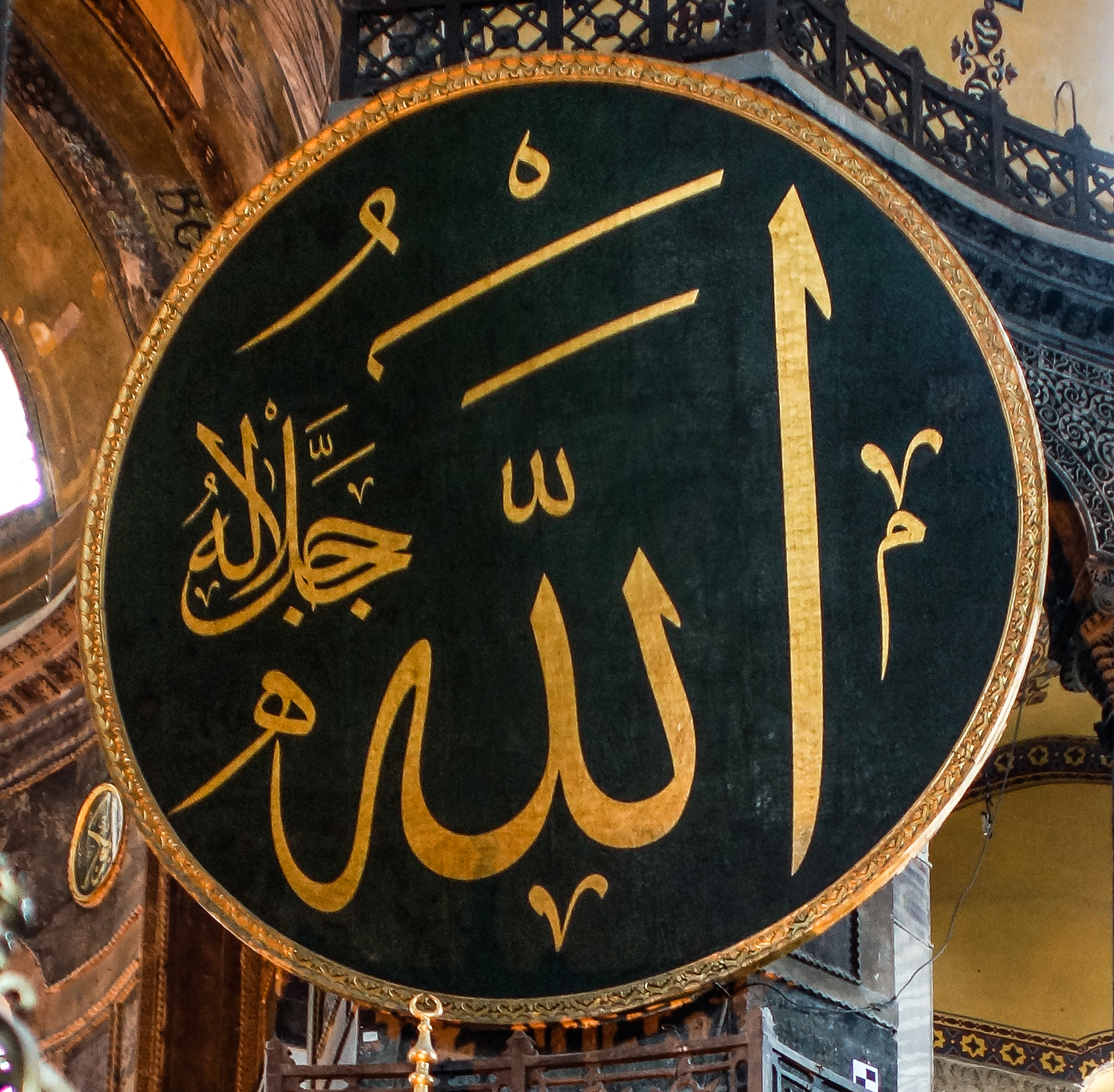
Medallón con inscripción caligráfica del takbir en Santa Sofía, Estambul.

El takbir (en árabe: تَكْبِير‎, romanizado: takbīr, lit. 'Exaltación, magnificación, engrandecimiento (de Alá)'), a veces llamada la exaltación, es el nombre de la expresión Allahu akbar (en árabe: ٱللَّٰهُ أَكْبَرُ‎, romanizado: Allāhu ʾakbar, lit. 'Dios es grandísimo, (lo) máximo, excelso, sumo.', AFI: /ʔaɫ.ɫaː.hu ʔak.bar/), que es una declaración de fe muy utilizada en el mundo musulmán y árabes cristianos.
La expresión está compuesta por la forma «ٱللَّٰهُ (Allāhu)», nominativo de Allah (Dios), y la forma «أَكْبَر ('akbar)», superlativo del adjetivo «كَبير (kabiir)» «grande, magno», traducido como «grandísimo, máximo, sublime».
Como expresión formal de fe en el islam, el takbir es la primera frase de la llamada a la oración dicha por el almuédano. Es la expresión que se utiliza para indicar que la oración comienza (iqama) y después se repite para indicar cada etapa de la oración.

## Uso

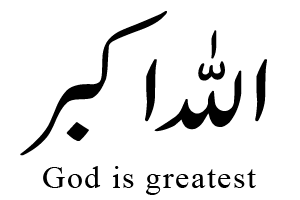
El takbir en árabe e inglés.

Esta frase es recitada por los musulmanes en muchas situaciones diferentes. Por ejemplo, cuando están muy contentos, para expresar aprobación, para evitar que un musulmán se muestre vanidoso recordándole que Dios es la fuente de todos sus éxitos o como grito de guerra. La frase no aparece en el Corán, donde no se refiere a Dios como Akbar, sino utilizando el nombre Al-Kabir (El Grande) o Kabir (Grande), generalmente traducido como "el más Grande" (13:9, 31:30, 22:62, 34:23, 40:12, 4:34).

## Vexilología

### Irak

bandera de Irak, desde 2008, con escritura cúfica.

La frase Allahu akbar en el centro de la bandera de Irak,

### Irán

bandera de la República Islámica de Irán, desde 1980.

El takbir está escrito veintidós veces a lo largo de los bordes de la franja central blanca en la bandera de Irán,

### Afganistán

bandera de la República Islámica de Afganistán

En la bandera de Afganistán, el takbir aparece en el centro escrito en letras blancas sobre fondo rojo, debajo de la shahada, según lo determinado por el proyecto de Constitución de 2004.

### Pakistán

Bandera utilizada por el movimiento de resistencia en Waziristán (Pakistán) contra los británicos durante la década de 1930.

También fue usado por el movimiento de resistencia en Waziristán, Pakistán, que luchó contra los británicos durante la década de 1930, cuya bandera, roja, mostraba la expresión escrita en letras blancas.

### Pastunistán
Una de las variantes de la bandera de Pastunistán Incluye el takbir.